# Kamikyokutachi
Albums de AKB48
Set List: Greatest Songs 2006–2007
(2008) Greatest Songs Kanzenban
(2010)
Kamikyokutachi (神曲たち, trad.: "Nos chansons divines" ou "Chef-d'œuvre") est le deuxième album du groupe de J-pop AKB48.

## Présentation
L'album sort le 7 avril 2010 au Japon sur le label King Records. Il est produit par Yasushi Akimoto. Il atteint la première place du classement des ventes de l'oricon.
Il contient seize titres, dont treize déjà parus précédemment sur les six derniers singles du groupe : Ōgoe Diamond, Jūnen Zakura, Namida Surprise!, Iiwake Maybe, River, et Sakura no Shiori ; il contient aussi une nouvelle version du single digital Baby! Baby! Baby!, et deux nouvelles chansons en fin d'album. Il inclut un DVD en supplément contenant trois clips vidéo de chorégraphies sur trois des titres.
Une édition spéciale de l'album est vendu dans le théâtre où se produit le groupe, mais ne contient ni les deux nouvelles chansons, ni le DVD, remplacé par un second CD contenant des commentaires audio des membres du groupe sur les chansons présentes.

## Titres
| CD    | CD                                                 | CD                                           | CD    | CD | CD | CD | CD | CD | CD |
| No    | Titre                                              | Précisions                                   | Durée |    |    |    |    |    |    |
| ----- | -------------------------------------------------- | -------------------------------------------- | ----- | -- | -- | -- | -- | -- | -- |
| 1.    | River (RIVER)                                      | 14e single                                   | 4:43  |    |    |    |    |    |    |
| 2.    | Baby! Baby! Baby! Baby!                            | Nouvelle version de Baby! Baby! Baby!        | 4:01  |    |    |    |    |    |    |
| 3.    | Ōgoe Diamond (大声ダイヤモンド)                    | 10e single ; avec Jurina Matsui de SKE48     | 4:08  |    |    |    |    |    |    |
| 4.    | Kimi no Koto ga Suki Dakara (君のことが好きだから) | du 14e single River ; par Under Girls        | 4:09  |    |    |    |    |    |    |
| 5.    | Shoichi (初日)                                     | du 12e single Namida Surprise! ; par Team B  | 3:50  |    |    |    |    |    |    |
| 6.    | 10nen Zakura (10年桜)                              | 11e single                                   | 4:15  |    |    |    |    |    |    |
| 7.    | Tobenai Agehachô (飛べないアゲハチョウ)            | du 13e single Iiwake Maybe ; par Under Girls | 3:42  |    |    |    |    |    |    |
| 8.    | Namida Surprise! (涙サプライズ!)                   | 12e single                                   | 4:42  |    |    |    |    |    |    |
| 9.    | Choose me!                                         | du 15e single Sakura no Shiori ; avec Matsui | 4:02  |    |    |    |    |    |    |
| 10.   | Enkyorii Poster (遠距離ポスター)                   | du 15e single Sakura no Shiori               | 3:18  |    |    |    |    |    |    |
| 11.   | Iiwake Maybe (言い訳Maybe)                         | 13e single                                   | 4:10  |    |    |    |    |    |    |
| 12.   | Hikōkigumo (ひこうき雲)                            | du 14e single River ; par Theater Girls      | 4:01  |    |    |    |    |    |    |
| 13.   | Majisuka Rock'n'Roll (マジスカロックンロール)      | du 15e single Sakura no Shiori               | 3:41  |    |    |    |    |    |    |
| 14.   | Sakura no Shiori (桜の栞)                          | 15e single                                   | 4:01  |    |    |    |    |    |    |
| 15.   | Jibun Rashisa (自分らしさ)                         | par Mayu Watanabe, Erena Ono, Sumire Satō    | 5:02  |    |    |    |    |    |    |
| 16.   | Kimi to Niji to Taiyô to (君と虹と太陽と)          |                                              | 3:38  |    |    |    |    |    |    |
| 65:23 |                                                    |                                              |       |    |    |    |    |    |    |

| 1. | Ōgoe Diamond ... (大声ダイヤモンド 振り付けビデオ) |  |
| 2. | Iiwake Maybe ... (言い訳Maybe 振り付けビデオ)      |  |
| 3. | River ... (RIVER 振り付けビデオ)                   |  |